# Вульпиус, Мельхиор
Мельхиор Вульпиус (нем. Melchior Vulpius; 1570, Вазунген — 7 августа 1615, Веймар) — немецкий композитор.
Он учился в местной школе в Вазунгене у Йоханнеса Штойерлейна. С 1588 года посещал школу в Шпайере. После женитьбы в 1589 году получил должность в гимназии в Шлойзингене. Около 1596 года Вульпиус стал кантором в Веймаре. Начиная с 1602 года опубликовал множество сборников церковной музыки, а также школьный учебник по музыке (1610), переиздававшийся на протяжении более чем полувека.
Наиболее известная мелодия Вульпиуса, «Jesu Kreuz, Leiden und Pein», опубликованная в «Ein schön geistlich Gesangbuch» (Йена, 1609), была использована Бахом при написании «Страстей по Иоанну».

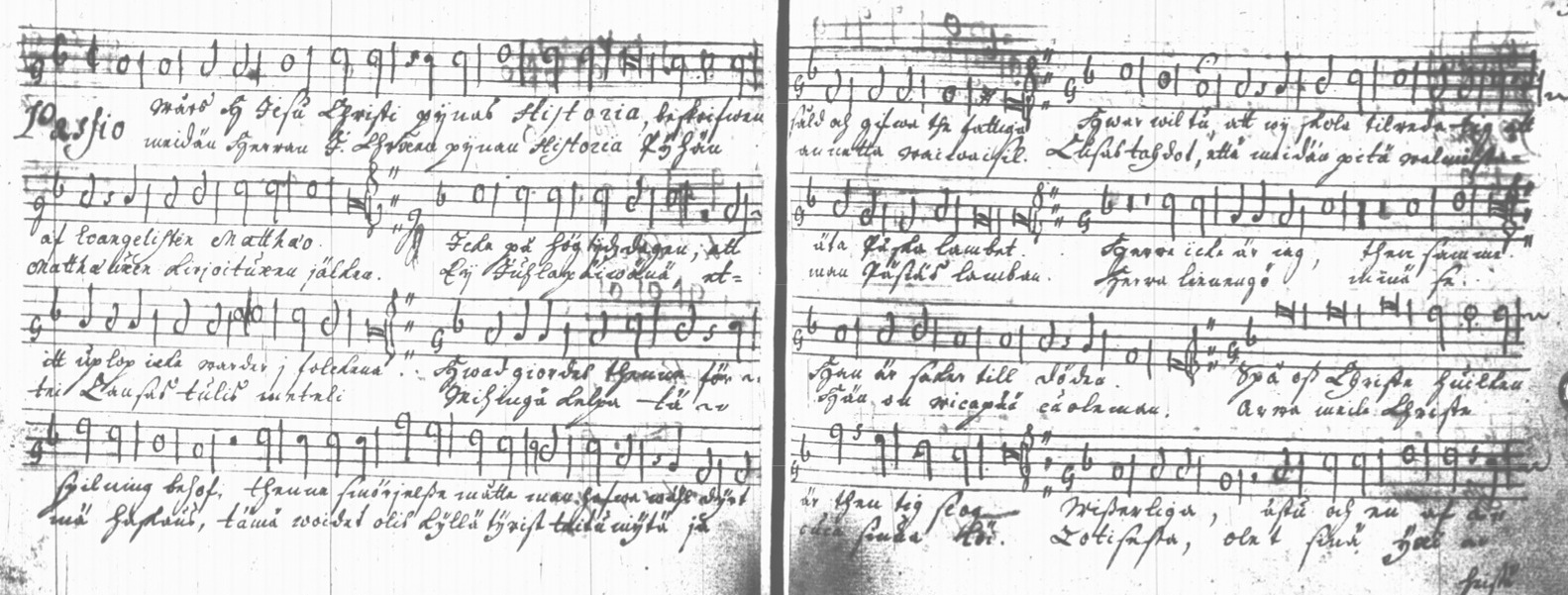
«Страсти по Матфею» Мельхиора Вульпиуса. Ноты для использования в школьном хоре города Пори, текст на финском и шведском языках